# Oreca
L'Oreca è una scuderia automobilistica francese fondata nel 1973 e diretta da Hugues de Chaunac. La sede sociale si trova a Tolone, mentre dispone di due sedi operative, una situata nei pressi del Circuito di Magny-Cours e un'altra a Signes vicino al Circuito Paul Ricard. La squadra non si occupa solamente di competizioni automobilistiche, infatti la sua attività comprende anche consulenza ingegneristica su vetture, preparazione di motori, organizzazione di eventi sportivi, corsi di guida sportiva e vendita di attrezzature e di accessori per auto da corsa; impiegando un totale di circa 180 dipendenti.
Fin dall'inizio, la squadra ha scoperto giovani talenti, permettendo a numerosi piloti di lanciarsi in diverse discipline dell'automobilismo, come ad esempio Jacques Laffite, Jean Alesi, Thierry Boutsen, Alain Prost, Patrick Tambay e Didier Pironi nel mondo della Formula 1, ma anche Yvan Muller, Hubert Auriol, Alain Ferté, Éric Hélary e altri ancora. 

## Storia
La squadra, in questi anni di attività, è stata impegnata in diverse specialità dell'automobilismo (rally, rally-raid, formule, endurance, GT...) spesso in collaborazione con importanti costruttori come BMW, Mazda, Chrysler, Audi, Citroën.
Tra i suoi successi più importanti spiccano: la vittoria assoluta al 24 Ore di Le Mans 1991 con la Mazda 787B gestita dalla squadra francese, poi nuovi successi schierando le Chrysler Viper GTS-R ufficiali di classe GT2 con cui ha ottenuto la vittoria assoluta della 24 Ore di Daytona 2000, tre titoli mondiali FIA GT, due titoli costruttori nell'American Le Mans Series. Di rilievo anche: la vittoria nel Campionato francese di Superturismo 1995 schierando le BMW 320i, il tris di vittorie dal 1998 al 2000 in classe GTS alla 24 Ore di Le Mans con le Chrysler Viper.

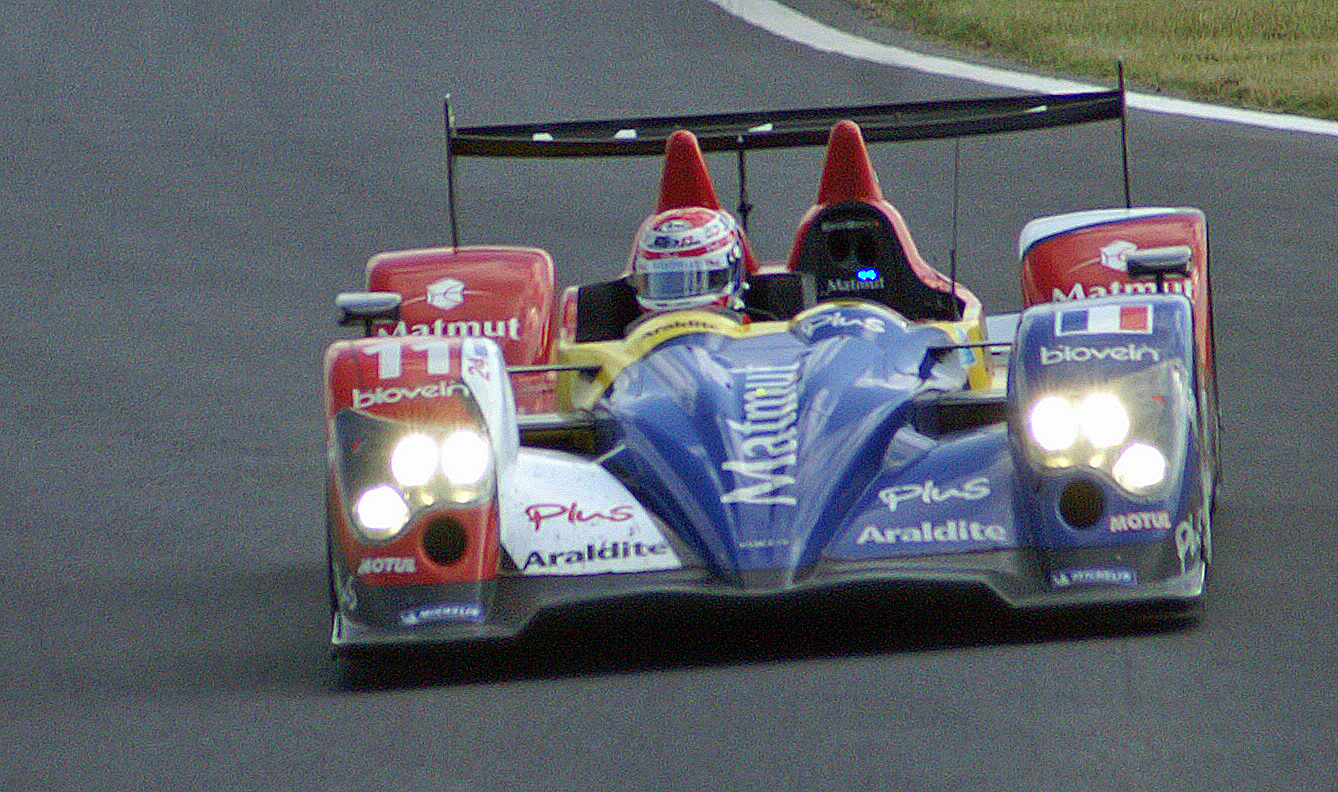
LOreca 01 impegnata nella 24 Ore di Le Mans 2009

Nel 2000, in occasione della 24 Ore di Le Mans, l'Oreca ha schierato per conto della Chrysler prima le Reynard e poi nel 2001 le Dallara LMP1 entrambe spinte dal motore V8 Mopar e ribattezzate Chrysler LMP, ottenendo un 4º posto nelle'edizione del 2001, dopo il ritiro della casa americana, nel 2002 i prototipi italiani dell'Oreca sono stati spinti dal motore V10 Judd, terminando al 5° e al 6° sposto l'edizione del 2002. 
Più recentemente la squadra ha gareggiato con una Audi R8 alla 24 Ore di Le Mans 2005 con l'appoggio dell'Audi France. Nel 2006 e 2007, l'Oreca ha schierato la Saleen S7R, nel campionato Le Mans Series, nel Campionato FIA GT e alla 24 Ore di Le Mans, ottenendo alcune vittorie in campionato.
Dopo aver rilevato le attività della Courage Compétition sul finire del 2007, Hugues de Chaunac ha compiuto un altro passo importante, diventando a tutti gli effetti costruttore di vetture da competizione. Dal 2008, l'Oreca schiera i suoi prototipi nel campionato Le Mans Series.
 Nel 2009 la squadra cambia motorista di riferimento, passando dai V10 Judd ad una versione rivista e denominata V10 AIM. La squadra ha concluso al 5º posto assoluto la 24 Ore di Le Mans 2009, dietro alle vetture delle squadre ufficiali Peugeot, Audi e Aston-Martin, il miglior piazzamento tra le squadre private. Pochi mesi più tardi, Oreca ottiene la sua prima vittoria come costruttore vincendo la 1000 km di Silverstone.

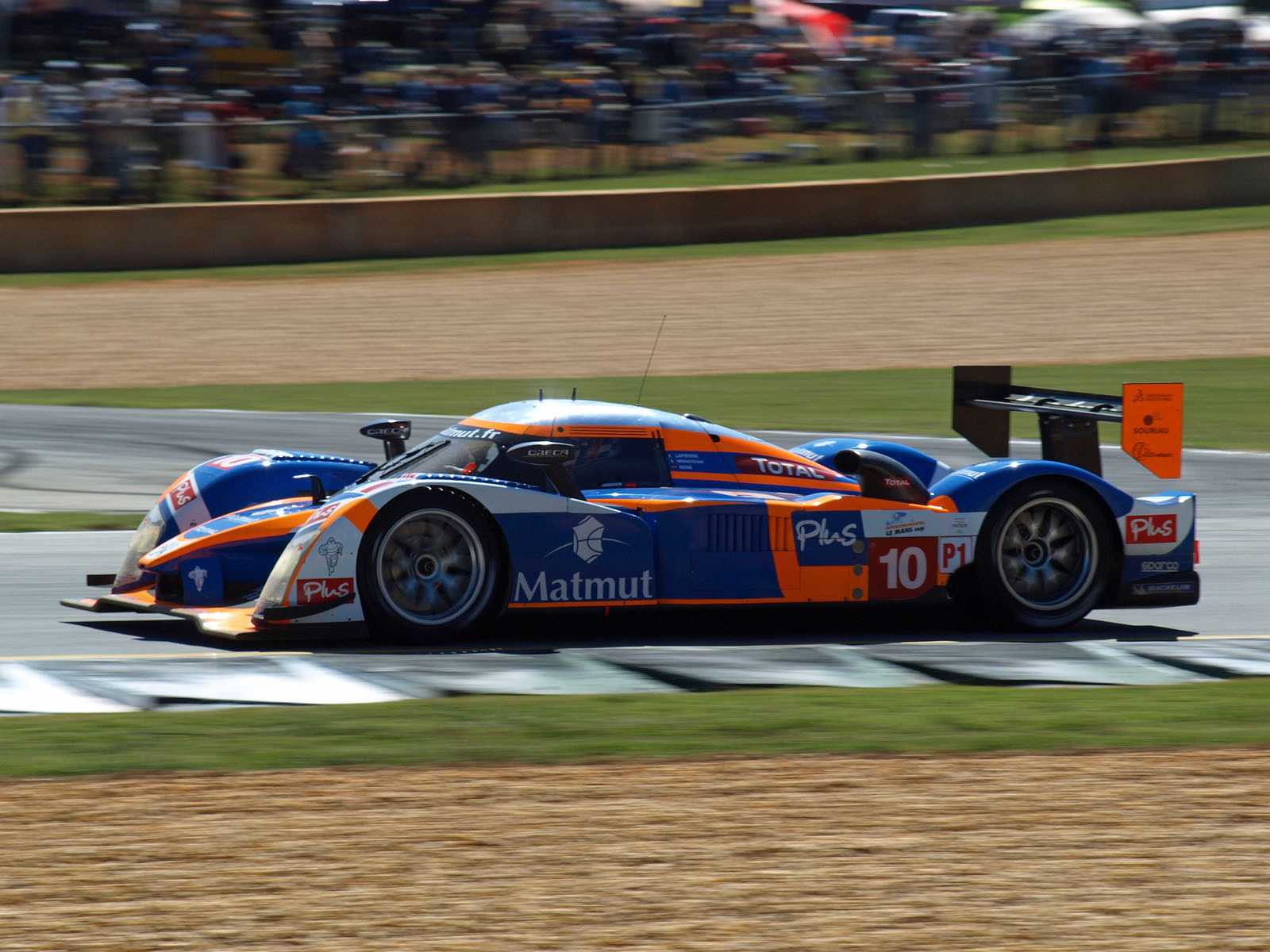
La Peugeot 908 HDi FAP Oreca nel 2011

Nel dicembre 2009, il team francese ha annunciato il raggiungimento di un accordo a lungo termine con la Peugeot Sport, tramite il quale nel 2010 potrà schierare una Peugeot 908 HDi FAP nel campionato LMS e alla 24 Ore di Le Mans, inoltre a partire dal 2011, l'Oreca 02 LMP realizzata dal team di Hugues de Chaunac sarà spinta da un motore Peugeot.
Nel 2010 conquista con Stéphane Sarrazin il campionato Le Mans Series nella classe LMP1, mentre alla 24 ore di Le Mans si ritira a un'ora dalla fine mentre lottava per il podio. Viene sospeso il progetto della prevista Oreca 02, mentre viene concepita l'Oreca 03 per un impiego in classe LMP2.
Nel 2011, la squadra francese vince la 12 Ore di Sebring con una Peugeot 908 HDi FAP guidata da Olivier Panis, Nicolas Lapierre e Loïc Duval, dopo un lungo testa a testa mantenendo un ritmo costante sopravanzano la Honda HPD ARX-01e della Highcroft Racing e la Peugeot 908 ufficiale Peugeot Sport.
Alla 24 Ore di Le Mans la Peugeot 908 HDi FAP schierata dall'Oreca arriva quinta assoluta e prima fra i privati. La Oreca 03 invece, dopo essere stata anche in testa in LMP2, è costretta al ritiro a causa di un incidente durante la notte. Alla Petit Le Mans di Road Atlanta la Peugeot 908 Oreca conclude la corsa al secondo posto assoluto.
Nell'ottobre del 2011 è stata resa pubblica la sottoscrizione di un accordo con la Toyota, dando vita ad un sodalizio riguardante la gestione sportiva in pista delle vetture che la casa costruttrice giapponese era intenzionata a schierare nel risorto Campionato del Mondo Endurance FIA al debutto nel 2012. Il team francese, con il supporto della Toyota Motorsport GmbH, ha gareggiato con la nuova Toyota TS030 Hybrid in 6 prove del mondiale cogliendo 3 vittorie.
Parallelamente al programma con Toyota, Oreca si è dedicata alla realizzazione di vetture per la Classe LMP2 destinati a i team privati. Prima con la Oreca 03 spider (2011 e iscritta anche come Alpine A450b) e poi con la nuova Oreca 05 (2015) a carrozzeria chiusa (schierata anche come Alpine A460.  Ha inoltre realizzato la Rebellion R-One per la Classe LMP1-Light.